# La sala de los muertos
La sala de los muertos (titulado originalmente en inglés The Hall of the Dead) es el fragmento de un relato inacabado que el autor estadounidense de fantasía Robert E. Howard escribió para su personaje de espada y brujería Conan el Cimmerio. Howard (fallecido en 1936) escribió el fragmento en 1933 y solo décadas más tarde, en los años 1960, su texto incompleto fue terminado por Lyon Sprague de Camp, quien lo publicó con el título The Hall of the Dead en 1967.

## Trama
Trama del relato inacabado de Howard
Néstor, un mercenario gunderés, lidera un escuadrón de soldados zamorios en persecución del ladrón Conan. En un desfiladero de montaña Néstor tropieza con una cuerda  escondida entre la hierba alta de la arboleda por Conan que dispara una trampa. Ésta activa una avalancha que mata a todos los hombres de Néstor, pero solo hiere ligeramente al propio Néstor. Enfurecido, Néstor persigue a Conan por las ruinas de una antigua ciudad y se entabla una lucha entre los dos. Un golpe de Conan hace perder temporalmente el sentido a Néstor y Conan, creyéndolo muerto, continúa internándose aún más en las ruinas. Mientras Néstor se recupera, Conan tropieza con una monstruosidad sin especificar a la cual derrota lanzando primero rocas sobre ella desde lo alto y después matándola con su espada. Néstor alcanza finalmente a Conan en el exterior de un gran palacio en el centro de la ciudad.
Conan convence a Néstor para que  abandone su misión y se le una para saquear el palacio de sus tesoros. Entando en el palacio el dúo alcanza finalmente una cámara del tesoro adornada con los cuerpos de guerreros muertos hace mucho tiempo. Después de reunir un poco de botín en monedas y joyas los dos tiran los dados por un ídolo en forma de serpiente de jade. Conan finalmente gana pero a medida que levanta el ídolo los guerreros muertos despiertan. Conan y Néstor se abren paso luchando para salir del palacio y finalmente son seguidos solamente por un gran guerrero. Cuando los tres  emergen a la luz del sol del exterior la criatura no muerta se convierte en polvo. Los dos siguen su huida, pero un terremoto se desata entre las ruinas y separa a los compañeros.
Más tarde Conan está en una taberna con una ramera suya. Conan vacía la bolsa de joyas en su mesa, pero para su asombro éstas también se habían convertido en polvo, como el guerrero no muerto. La moza coge la bolsa de piel con el ídolo de serpiente dentro para que Conan la examine, pero pronto la suelta con un grito cuando siente que algo se movía en su interior. En esto un magistrado entra en la taberna con un grupo de soldados y acorralan a Conan  contra una pared. Resulta que Néstor, después de haberse emborrachado con el dinero que no se había convertido en polvo, había contado sus hazañas con junto con Conan y apenas escapado a su arresto. El magistrado confisca el zurrón de cuero de Conan, pero cuando pone su mano en ella de inmediato la retira con un chillido descubriendo una serpiente viva mordiendo rápido su dedo. La confusión resultante permite que Conan y la moza escapen.
La versión de Lyon Sprague de Camp
Conan está explorando las ruinas embrujadas de la antigua ciudad de Larsha en el país de Zamora, llevado allí por los rumores de un tesoro escondido. 
Enfurecido por la pérdida de sus hombres y temiendo las consecuencias de regresar sin su prisionero, Néstor decide perseguir a Conan solo. 
Un golpe de Conan solo había logrado herirlo, pero justo cuando están a punto de reanudar el combate llegan a un mutuo acuerdo para buscar el tesoro como aliados y dividir lo que encuentren entre los dos. 
Conan y Néstor escapar de la bóveda con las momias persiguiéndoles. A medida que los siguen al exterior a la luz del amanecer los muertos vivientes se convierten inmediatamente en polvo, roto el hechizo nigromántico.
El magistrado que careó a Conan entonces metió la mano en la bolsa sobre la mesa donde estaba oculto el último botín restante de Conan, una estatuilla de jade verde con forma de una serpiente. A medida que el hombre metía la mano en el interior, la estatuilla cobró vida y mordio venenosamente en su carne y durante el pánico y la confusión resultante Conan logró escapar.
En el camino a Shadizar, Conan y Néstor se reúnen en un lugar e intercambian noticias de sus respectivas desventuras. Después de aceptar su destino con humor negro, los dos deciden separarse amigablemente.

## Adaptaciones
El fragmento de Howard fue adaptado a cómic por Roy Thomas y Barry Smith en Marvel Comics. En España se lo tradujo con el título Los guardianes de la cripta, y publicado con Conan el Bárbaro 1ª edición #8 y Conan la leyenda #29-31.
- Datos: Q7738661